# グラマー大進軍
『グラマー大進軍』（原題：Assault of the Killer Bimbos）は、1988年公開のコメディ映画。
エリザベス・ケイトンやクリスティナ・ウィッテカー、タマラ・ソウザ等が出演する。

## あらすじ
ゴーゴーダンサーのルル（エリザベス・ケイトン）とピーチェズ（クリスティナ・ウィッテカー）は、ギャングのヴィニー（マイク・マスカット）に、雇い主であるクラブオーナー殺害の濡れ衣を着せられてしまう。逃避行中にウェイトレスのダーレーン（タマラ・ソウザ）を車に乗せたことで、誘拐犯と勘違いされた2人は、警官隊との激しいカーチェイスに巻き込まれながら南下し、国境を越えてメキシコに入るが、メキシコの古ぼけたモーテルで思いがけずヴィニーと出くわすことになる。

## キャスト
- ルル - エリザベス・ケイトン（英語版）
- ピーチェズ - クリスティナ・ウィッテカー
- ダーレーン - タマラ・ソウザ（英語版）
- Wayne-O - ニック・カサヴェテス
- トロイ - グリフィン・オニール（英語版）
- ヴィニー - マイク・マスカット（英語版）
- Poodles - パティ・アスター（英語版）
- Dopey Deputy - エディー・ディーゼン（英語版）
- ヘルナンデス - クレイトン・ランディ（英語版）
- Customer - ポール・ベン＝ヴィクター
- 保安官 - Arell Blanton
- ビリー - Jamie Bozian
- Shifty Joe - David Marsh
- 副保安官 - Jeffrey Orman
- バーテンダー - John T. Quern
- リップ - Keith Giaimo

## 製作
映画『Assault of the Killer Bimbos』のキャスティングは、エンパイア・ピクチャーズとの4本契約の一環として、Generic Filmsが1987年6月5日に撮影を開始するために、5月に行われた。しかし、結局、エンパイア・ピクチャーズはGeneric Filmsから納品された映画作品に不満を持ち、タイトルの『Assault of the Killer Bimbos』は1987年10月に撮影されたアニタ・ローゼンバーグ監督の新作となる映画（本作）の方に割り当てられた。オリジナル版は、後に『Cemetery High』というタイトルで公開された。

### サウンドトラック
T# "I've Been Watching You"  – written by Kent Knight, Warren Dixon, Steven T. Easter and performed by Knight Time
1. "Headed For Heartbreak"
2. "Tennessee and Texas"
3. "Mister Right"
4. "Shopping For Boys"
5. "Do Me Right"
6. "All The Way"
7. "Bimbo Breakdown"
8. "Kiss And Tell"
9. "Yo-Yo"
10. "Hot Plastic"
11. "Bongos In Pastel"
12. "Doin' The Cha Cha Cha"

## 評価
シカゴ・サンタイムズ紙のロジャー・イーバートは、この映画について、賞賛もせず、非難もしない、複雑な批評を書いた。彼は、タイトルに関してはこの映画を正確に表現していると述べつつ、「電気は点いているが、誰も家にいない、そんな映画のひとつ」と書いた。また、「この映画は、ここ数ヶ月で最も単純な考えのもとに作られた映画であり、空虚で頭空っぽな駄作であるが、私は時折、ある意味、楽しみながら見ることができた。この映画自体はとても陽気で頭が悪く、登場人物たちは熱狂的なほどにとても低俗なのだが、一方である種の凄まじい魅力を帯びている」と言及した。ロヴィ社のDon Kayeは、この映画を「その限界を知り、それを楽しむ、間抜けだがヒップなインスタントカルト人気作品」と指摘している。